# Alojzy Wrzeciono
Alojzy Norbert Wrzeciono (ur. 4 czerwca 1923 w Tarnowie Opolskim, zm. 11 sierpnia 2003 w Poznaniu) – polski fizyk, profesor, specjalista w dziedzinie fizyki ciała stałego i ferromagnetyzmu. Wieloletni kierownik Zakładu Stopów Magnetycznych Instytutu Fizyki Molekularnej PAN w Poznaniu.

## Życiorys

### Młodość
Alojzy Wrzeciono był jednym z jedenaściorga dzieci Piotra Wrzeciono i Rozalii Wrzeciono z domu Kampa, właścicieli dużego gospodarstwa rolnego w Tarnowie Opolskim. Byli oni głęboko wierzącymi katolikami i gorącymi patriotami. Należeli do pierwszych członków Związku Polaków w Niemczech. Dzieci, mimo wielu trudności, kształcili w języku polskim w polskich szkołach. Alojzy Wrzeciono był uczniem Polskiego Gimnazjum w Bytomiu, a następnie Polskiego Gimnazjum w Kwidzynie.

### Lata wojenne
W sierpniu 1939 został aresztowany przez Niemców wraz z innymi uczniami i profesorami Polskiego Gimnazjum w Kwidzynie i wywieziony do obozu odosobnienia w Tapiawie, a następnie w Grünhoff. Po uwolnieniu wrócił do domu, gdzie pracował w gospodarstwie rodziców.

### Lata powojenne
W 1948 zdał eksternistycznie egzamin dojrzałości i rozpoczął studia na Wydziale Matematyczno-Przyrodniczym Uniwersytetu Jagiellońskiego w Krakowie. W 1952 uzyskał tytuł magistra matematyki i dyplom ukończenia studiów fizyki, a we wrześniu 1952 został zatrudniony na stanowisku asystenta w Państwowej Wyższej Szkole Pedagogicznej w Katowicach.

### Kariera naukowa
W listopadzie 1954 rozpoczął studia aspiranckie na Uniwersytecie im. Adama Mickiewicza w Poznaniu w zespole kierowanym przez prof. Stanisława Lorię, gdzie specjalizował się w dziedzinie ferromagnetyzmu. W styczniu 1958 Alojzy Wrzeciono został asystentem prof. Szczepana Szczeniowskiego w Zakładzie Ferromagnetyków Instytutu Fizyki Polskiej Akademii Nauk w Poznaniu. W 1963 na Wydziale Matematyczno-Fizyczno-Chemicznym UAM obronił pracę doktorską pt. "Namagnesowanie i anizotropia magnetokrystaliczna związku międzymetalicznego Mn5Ge3". Od kwietnia 1964 objął stanowisko adiunkta w zakładzie Ferromagnetyków Instytutu Fizyki PAN, gdzie później pełnił obowiązki kierownika Pracowni Stopów i Ferrytów.
W 1967 odbył staż naukowy we Francji w Grenoble w laboratorium kierowanym przez prof. Louisa Néela, laureata Nagrody Nobla w dziedzinie fizyki ferromagnetyzmu. W lutym 1973 Alojzy Wrzeciono został kierownikiem Zespołu Problemowego Metali Magnetycznych PAN w Poznaniu. Rok później na podstawie pracy "Struktura domenowa związków międzymetalicznych Mn5Ge3, MnSb, Mn2Sb" uzyskał stopień  doktora habilitowanego. W 1975, po utworzeniu Instytutu Fizyki Molekularnej PAN w Poznaniu, został kierownikiem Zakładu Stopów Magnetycznych.
W 1993 uzyskał tytuł naukowy profesora zwyczajnego. W 1994 przeszedł na emeryturę, pozostając jednak w Instytucie Fizyki Molekularnej PAN w niepełnym wymiarze czasu pracy. Nadal prowadził badania naukowe, był promotorem prac doktorskich i brał udział w pracach Komisji Materiałowej Polskiej Akademii Nauk oraz współpracował z ośrodkami zagranicznymi (Koszyce) i brał czynny udział w konferencjach naukowych.

## Dorobek i osiągnięcia
Profesor Alojzy Wrzeciono w czasie swojej pracy naukowej opublikował 137 artykułów naukowych, wypromował 7 doktorów i kilku magistrów. Jeden z jego doktorantów, Mieczysław Jurczyk, uzyskał tytuł profesora, a kolejnych czterech stopień doktora habilitowanego.
Prace naukowe Profesora dotyczyły przede wszystkim związków międzymetalicznych manganu oraz związków międzymetalicznych lantanowców z pierwiastkami przejściowymi o niewypełnionej powłoce 3d oraz opracowania nowej technologii wytwarzania stopów amorficznych i nanokrystalicznych, w tym magnesów nanokompozytowych. Prowadził on wszechstronne badania tych wytwarzanych przez siebie materiałów: ich właściwości magnetycznych, struktury i zewnętrznego pola w funkcji temperatury i zewnętrznego pola magnetycznego, przejść fazowych, anizotropii, magnetostrykcji oraz struktury domenowej.

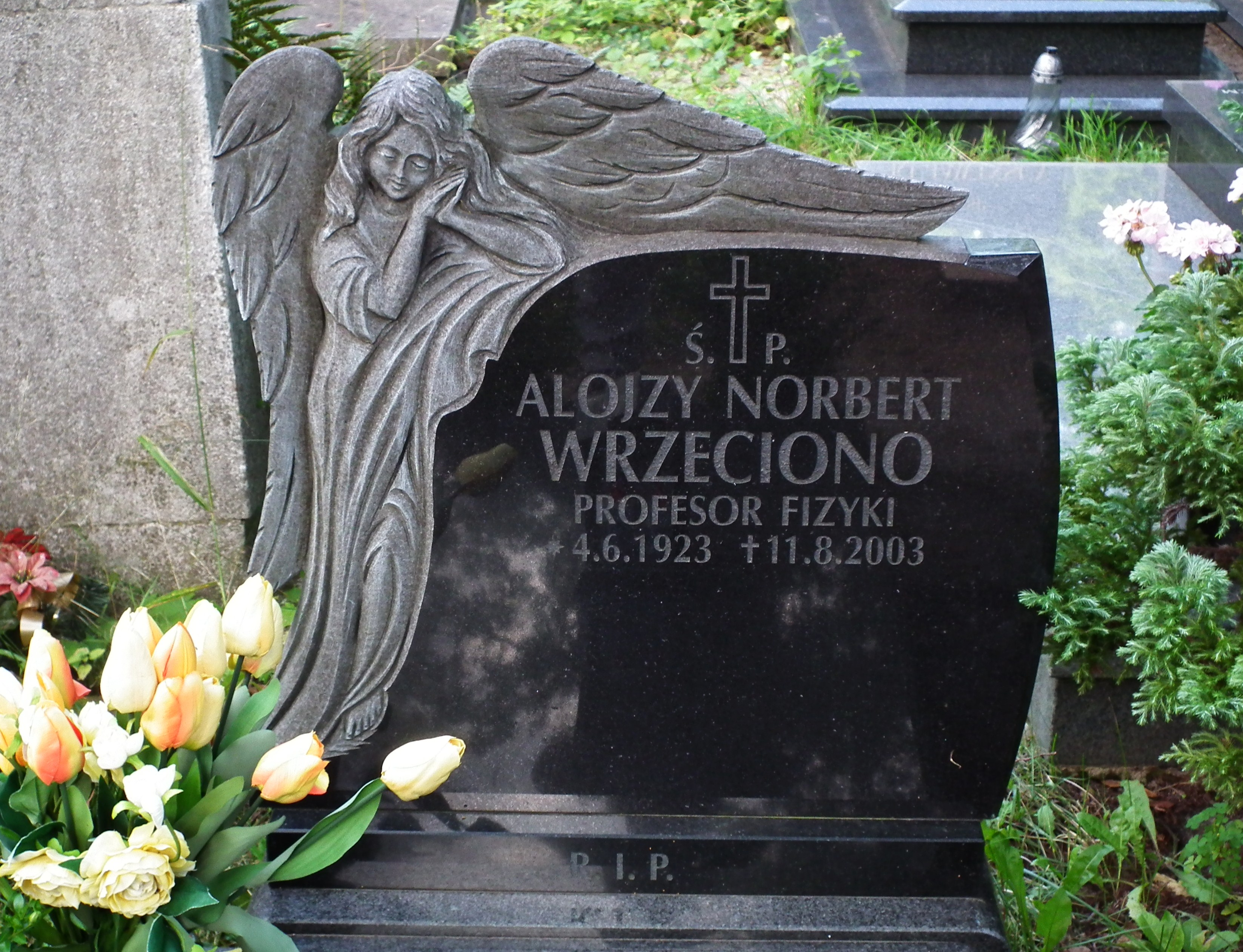
Grób na cmentarzu Jeżyckim (kw. L-3-19)

Zbudował wiele oryginalnych aparatur badawczych – projektował i często samodzielnie wykonywał aparaturę pomiarową i potrzebne urządzenia technologiczne. Jego prace są cytowane przez wielu uczonych świata a reprodukcje obrazów proszkowych struktur domenowych znajdują się między innymi w monografii prof. Néela i podręczniku fizyki profesora Szczepana Szczeniowskiego.
Za swoje osiągnięcia był wielokrotnie nagradzany między innymi: Honorową Odznaką Miasta Poznania w 1983, Złotym Krzyżem Zasługi w 1980, Medalem XXV-lecia Polskiej Akademii Nauk (za zbadanie własności magnetycznych stopów lantanowiec-metal przejściowy- bor). Jednym z najbardziej przez niego cenionych odznaczeń był Medal Rodła, który otrzymał w 1986. 

## Zainteresowania humanistyczne
Profesor Alojzy Wrzeciono był także humanistą: znawcą filozofii oraz historii Polski (szczególnie interesowały go losy Polonii w Niemczech). Znał doskonale kilka języków obcych. Był także miłośnikiem muzyki, wspierał organizowanie koncertów organowych, w szczególności Festiwalu Muzyki Organowej i Kameralnej w Wolsztynie. Często też wspomagał organizatorów jako tłumacz, gdy na koncerty byli zapraszani obcokrajowcy.